# Ombala yo Mungu
Ombala yo Mungu, também grafada como Ombala-io-Mungo ou Ombala do Mungo, é uma vila e comuna angolana no município de Ombadija na província do Cunene.